# Heinrich Dörfelt (Volkskünstler)
Heinrich Willy Dörfelt (* 12. August 1899 in Schneeberg (Erzgebirge); † 8. Dezember 1967) war ein deutscher Volkskünstler. Er gilt als einer der Altmeister der Holzschnitzerei im Erzgebirge.

## Leben
Er war der Sohn eines Stickers aus dem sächsischen Erzgebirge. Nach dem Schulbesuch ging er von 1914 bis 1917 zur Lehre als Modelltischler. Anschließend arbeitete er im Ausbildungsbetrieb Kircheis. In dieser Zeit trat er 1918 in den Bergverein Schneeberg bei und wurde 1922 Mitglied der Schnitz- und Bastelabteilung des Vereins, der späteren Schnitzgemeinschaft „Schlägel und Eisen“. 1928 übernahm er den Vorsitz der Schnitzgemeinschaft, den er mit Unterbrechungen bis 1951 ausübte.
1932 wechselte er als Modelltischler in die Kreisstadt Schwarzenberg/Erzgeb. Er kehrte 1936 nach Aue zurück, wo er bis nach Kriegsende 1946 als Tischler arbeitete. In dieser Zeit übernahm Heinrich Dörfelt unmittelbar nach Kriegsende als früheres SPD-Mitglied die ehrenamtliche Leitung des Schneeberger Heimatmuseums und unterstützte die Arbeit des Schneeberger Heimatvereins, zu dessen aktiven Mitstreitern Curt Unger gehörte.
Er hatte bereits als Jugendlicher das Schnitzen erlernt und schuf 1916 zwölf Schafe, die er in einem Spielwarengeschäft in Aue verkaufte, um damit Geld für ein Weihnachtsgeschenk an seine Eltern zu erwerben. Die Schnitzerei als Hobby ließ ihn seit jener Zeit nicht wieder los.
1946 baute Heinrich Dörfelt auf dem Dachboden seines Hauses eine kleine Schnitzerwerkstatt ein, die er 1951 durch einen Neubau auf dem Hof ergänzte, wo moderne Maschinen ihren Platz fanden. Hier entstanden nun zahlreiche geschnitzte und gedrechselte Figuren, Schwibbögen und Weihnachtspyramiden. Eine dieser Pyramiden erhielt 1952 auf der Volkskunstausstellung einen Preis. Als Neuheit schuf er 1958 eine Kombination zwischen Schwibbogen und Weihnachtspyramide.
1959 trat er der PGH „Glück Auf“ bei, die mit ihm aus acht Schnitzern und zwei Holzdrechslern bestand. Zunehmende Krankheit zwang ihn, sein künstlerisches Wirken einzustellen. Er starb im Alter von 68 Jahren.

## Auszeichnungen
- Verleihung des Titels Volkskünstler durch den Landesverband der Bildenden Künstler Sachsen